# Köfering (Bajorország)
Köfering település Németországban, azon belül Bajorországban. Lakosainak száma 2889 fő (2023. december 31.).

## Népesség
A település népessége az elmúlt években az alábbi módon változott:
| Lakosok száma | 562  | 1263 | 1297 | 1030 | 2384 | 2423 | 2481 | 2583 | 2696 | 2889 |
|               | 1875 | 1950 | 1975 | 1987 | 2012 | 2014 | 2016 | 2017 | 2021 | 2023 |